# Канарељија (Сондрио)
Канарељија је насеље у Италији у округу Сондрио, региону Ломбардија.
Према процени из 2011. у насељу је живело 88 становника. Насеље се налази на надморској висини од 1534 м.